# Billedskærerværksted
|  | Denne artikel er oprettet af botten Steenthbot ud fra en ekstern database. Den kan derfor have sproglige fejl eller mangler. Denne skabelon kan fjernes efter kontrol af indholdet. |

Billedskærerværksted er en dansk dokumentarisk optagelse fra 1941.

## Handling
De moderne billedskærere følger stadig deres håndværks gamle traditioner. Eksempler på billedskærerarbejde fremvises.